# Feroès
El feroès o feroés és una llengua escandinava occidental parlada a les illes Fèroe pel poble feroès.
Com l'islandès, és una llengua gramaticalment conservadora, notable d'entre les escandinaves per haver mantingut les declinacions, que compten amb els 4 casos germànics: nominatiu, acusatiu, datiu i genitiu.
El seu nombre de parlants és d'unes 80.000 persones, 48.000 a les illes Fèroe; i la resta a Islàndia i, sobretot, Dinamarca. És doncs una de les llengües amb menys parlants d'Europa, al costat del lapó, el ladí i el sòrab (tots ells amb menys de 100.000 parlants). Segons l'Atles interactiu de la UNESCO de les llengües del món en perill, és una llengua en perill amb la categoria de vulnerable. Està fortament dialectalitzat.

## Història
Pels volts dels segles IX-x dC les Fèroe van ser envaïdes per vikings procedents de Noruega que parlaven l'antic escandinau. D'aquell parlar va evolucionar el feroès que, a diferència del noruec mai no va desenvolupar una cultura escrita d'importància; ni ha pervingut d'entre el segles X i xv gaires testimonis d'escriptura rúnica. A partir del segle xiv, però sobretot del segle xv hom comença d'escriure pla en l'alfabet llatí. Es tracta en la majoria dels casos d'escrits legals o de tipus diplomàtic. En general però, la dependència política de les illes respecte de Dinamarca feu que la majoria de documents fossin en danès, a cada generació més diferenciat del nostre.
El primer llibre imprès en feroès és el "Færøiske Qvæder om Sigurd Fofnersvane og hans Æt" (Balades Faroesses sobre Sigurd el Mata Dracs i el seu Llinatge) i data del 1822. Per fer-se una idea del nivell de persecució de l'idioma a mans dels danesos cal saber que ja en el segle xviii (1770) Jens Christian Svabo, preocupat per la possible desaparició va escriure un diccionari Danès-llatí-feroès, una Ortografia, una Ortofonia i una recopilació de balades feroeses. Cap d'aquests treballs va aconseguir-los editar en vida. Les balades ho van ser en 1930 i els treballs lingüístics entre 1966 i 1970. El nom del llenguatge en feroès és føroyskt. Després 1947 el danès deixa de ser la llengua oficial del territori i guanya l'estatus el feroès. El primer diari en feroès va aparèixer el 1890.

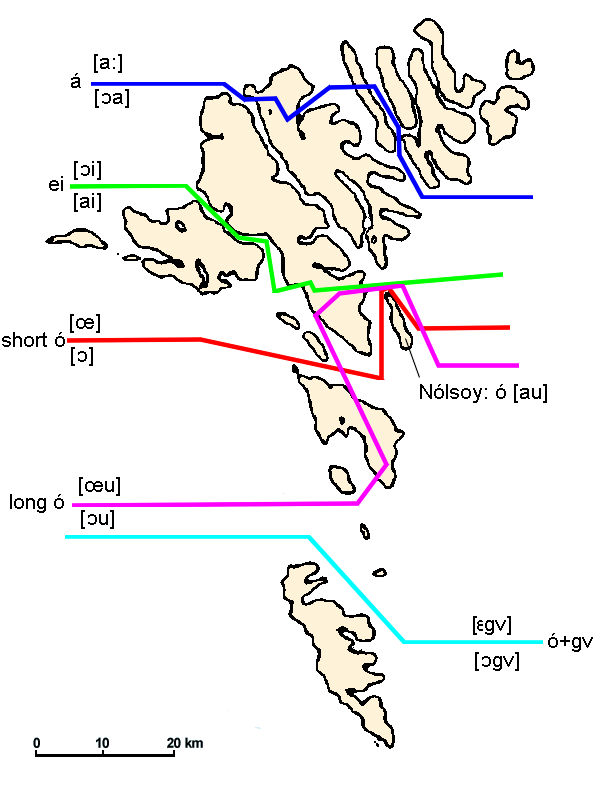
Algunes de les isoglosses del feroès

## Relació amb l'islandès
L'estructura del feroès s'assembla molt a la de l'islandès, essent ambdues marcades per un fort arcaisme, que les ha deixades gairebé com l'antic nòrdic. És possible per als parlants d'una de les llengües llegir textos en l'altra, si bé el parlar divergeix més i en principi no es consideren mútuament intel·ligibles. Diferències entre ambdós són:
- Fidelitat etimològica: L'escriptura del feroès s'ha plegat més als canvis en la pronúncia, deixant una mica de banda el total purisme etimològic de l'islandès.
- Dialectes: L'islandès gairebé no en té, mentre que el feroès sí, i marcats.
- Fonologia: El feroès no té el so dental fricatiu (anglès "th"), però té l'africat (anglès "ch" i "j").
- Purisme: Tot i ser també molt conservador, el feroès presenta, sobretot en la llengua parlada, més manlleus estrangers, especialment danesos.

## Alfabet
L'alfabet feroès té 29 lletres derivades de l'escriptura llatina:
| Majúscules |   |   |   |   |   |   |   |   |   |   |   |   |   |   |   |   |   |   |   |   |   |   |   |   |   |   |   |   |
| A          | Á | B | D | Ð | E | F | G | H | I | Í | J | K | L | M | N | O | Ó | P | R | S | T | U | Ú | V | Y | Ý | Æ | Ø |
| Minúscules |   |   |   |   |   |   |   |   |   |   |   |   |   |   |   |   |   |   |   |   |   |   |   |   |   |   |   |   |
| a          | á | b | d | ð | e | f | g | h | i | í | j | k | l | m | n | o | ó | p | r | s | t | u | ú | v | y | ý | æ | ø |

## Fonologia
El feroès compta amb un ampli repertori vocàlic. Distingeix entre vocals llargues i breus, que apareixen segons si la síl·laba conté una consonant en posició de coda (al final) o no. Les vocals poden ser anteriors o posteriors i pronunciar-se amb els llavis arrodonits o no. Igualment poden ser obertes o tancades. Aquestes combinacions donen un resultat de catorze fonemes vocàlics, als quals s'han d'afegir els diftongs. El repertori final, a més a més, pot variar en funció del dialecte, incrementant el conjunt bàsic.
|               | Vocal anterior | Vocal anterior | Vocal anterior | Vocal anterior | Central | Central | Posterior | Posterior |
| No arrodonida | No arrodonida  | Arrodonida     | Arrodonida     |                | Central | Central | Posterior | Posterior |
| breu          | llarga         | breu           | llarga         | breu           | llarga  | breu    | llarga    |           |
| ------------- | -------------- | -------------- | -------------- | -------------- | ------- | ------- | --------- | --------- |
| Tancada       | ɪ              | i:             | ʏ              | yː             |         |         | ʊ         | uː        |
| Mitjana       | ɛ              | e:             | œ              | øː             |         |         | ɔ         | oː        |
| Oberta        |                |                |                |                | a       | aː      |           |           |

Per comparació, el sistema consonàntic és molt més simple. El punt d'articulació pot ser labial, alveolar, retroflex, palatal i velar i el mode d'articulació pot ser nasal, oclusiu, fricatiu, lateral o aproximant.

## Gramàtica
La gramàtica del feroès present força similituds amb la islandesa. Es tracta d'una llengua SVO, ja que l'ordre canònic de la frase col·loca primer el subjecte, després el verb que fa de nucli de l'oració i posteriorment els complements d'aquest.
Els substantius presenten tres gèneres (masculí, femení i neutre), dos nombres (singular i plural) i quatre casos (nominatiu, genitiu, acusatiu i datiu). Poden estar acompanyats d'articles proclítics o enclítics. Si el nom porta article determinat, s'acompanya d'un adjectiu declinat segons el paradigma de declinació feble, mentre que si no és així, l'adjectiu adopta la forma anomenada forta.
La conjugació verbal és bastant simple, ja que posseeix només dos temps purs: el present i el passat. Totes les altres indicacions es duen a terme mitjançant auxiliars i perífrasis verbals. El verb, tal com passa amb els adjectius, pot seguir dos models diferents de conjugació, la feble i la forta.
| Feroès                               | Islandès                              | Noruec (nynorsk)         | Noruec (bokmål)    | Danès              | Suec              | Alemany          | Neerlandès      | Frisó             | Anglès                          | Català            |
| ------------------------------------ | ------------------------------------- | ------------------------ | ------------------ | ------------------ | ----------------- | ---------------- | --------------- | ----------------- | ------------------------------- | ----------------- |
| Vælkomin                             | Velkomin                              | Velkomen                 | Velkommen          | Velkommen          | Välkommen         | Willkommen       | Welkom          | Wolkom            | Welcome                         | Benvingut         |
| Farvæl                               | Far vel; Farðu heill                  | Farvel                   | Farvel             | Farvel             | Farväl            | Lebwohl          | Vaarwel         | Farwol            | Farewell                        | Comiat/adéu       |
| Hvussu eitur tú?                     | Hvað heitir þú?                       | Kva heiter du?           | Hva heter du?      | Hvad hedder du?    | Vad heter du?     | Wie heißt du?    | Hoe heet je?    | Wat is dyn namme? | What is your name?              | Com et dius?      |
| Hvussu gongur?                       | Hvernig gengur?                       | Korleis gjeng / går det? | Hvordan går det?   | Hvordan går det?   | Hur går det?      | Wie geht's?      | Hoe gaat het?   | Hoe giet it?      | How is it going? (How goes it?) | Com estàs?        |
| Hvussu gamal (m) / gomul (f) ert tú? | Hversu gamall (m) / gömul (f) ert þú? | Kor gamal er du?         | Hvor gammel er du? | Hvor gammel er du? | Hur gammal är du? | Wie alt bist du? | Hoe oud ben je? | Hoe âld bisto?    | How old are you?                | Quants anys tens? |
| Reytt / reyður / reyð                | Rautt / rauður / rauð                 | Raud(t)                  | Rød(t)             | Rød(t)             | Rött / Röd        | Rot              | Rood / Rode     | Read              | Red                             | Vermell/roig      |
| Blátt / bláur / blá                  | Blátt / blár / blá                    | Blå(tt)                  | Blå(tt)            | Blå(t)             | Blå(tt)           | Blau             | Blauw(e)        | Blau(e)           | Blue                            | Blau              |
| Hvítt / hvítur / hvít                | Hvítt / hvítur / hvít                 | Kvit(t)                  | Hvit(t)            | Hvid(t)            | Vit(t)            | Weiß             | Wit(te)         | Wyt               | White                           | Blanc             |

## Mostra lexical
- Jo eg
- Tu tú
- Nosaltres vit
- Això hesi
- No ikki
- Home maður
- Ocell - Gos fuglur - hundur
- Ull eyga
- Menjar - Beure eta - drekka
- Nit nátt
- 1 ein
- 2 tveir
- 3 tríggir
- 4 fýra
- 5 fimm
- 6 seks
- 7 sjey
- 8 átta
- 9 níggju
- 10 tíggju

## Escriptors
- Venceslaus Ulricus Hammershaimb
- Janus Djurhuus
- Súsanna Helena Patursson
- Joen Danielsen
- Rasmus Rasmussen